# Милян Андрій Григорович
Андрі́й Григо́рович Миля́н (1987—2024) — молодший лейтенант ЗСУ, командир взводу 95 ОДШБр. Лицар ордену Богдана Хмельницького ІІІ ступеня.

## Життєпис
Народився 23 вересня 1987 на Сихові у Львові.
Закінчив СЗШ № 13 на Сихові. У 2002—2005 роках навчався у Львівському ВПУ дизайну та будівництва за професією «Столяр. Різьбяр». Згодом здобув вищу освіту у Національному лісотехнічному університеті.
У мирний час займався столярством, умів реставрувати старовинні меблі.
Мобілізований на військову службу 22 травня 2023 Золочівським РТЦК. Командир І аеромобільного взводу 4 аеромобільної роти аеромобільного батальйону в/ч А0281, молодший лейтенант.
Загинув поблизу населеного пункту Мар'їнки Покровського району на Донеччині. Залишилися мама, дружина, 5-місячний син та сестра. Похорон відбувся 26 січня 2024 на Личаківському кладовищі.

## Нагороди
- Орден Богдана Хмельницького III ступеня[1]